# (8039) Grandprism
(8039) Grandprism est un astéroïde de la ceinture principale.

## Description
(8039) Grandprism est un astéroïde de la ceinture principale. Il fut découvert le 15 septembre 1993 à La Silla par Henri Debehogne et Eric Walter Elst. Il présente une orbite caractérisée par un demi-grand axe de 2,42 UA, une excentricité de 0,15 et une inclinaison de 2,9° par rapport à l'écliptique.

## Compléments